# Kindesentführungen während der russischen Invasion in der Ukraine
Bei den Kindesentführungen während der russischen Invasion in der Ukraine werden seit dem russischen Überfall auf die Ukraine am 24. Februar 2022 Kinder ukrainischer Staatsangehörigkeit auf russisches Territorium und in die von Russland annektierten Gebiete in der Süd- und Ostukraine verschleppt.
Während des russischen Einmarsches in die Ukraine und des gesamten Russisch-Ukrainischen Krieges hat Russland Tausende von ukrainischen Kindern gewaltsam in Gebiete unter seiner Kontrolle verbracht, ihnen die russische Staatsbürgerschaft verliehen, sie in russische Familien zwangsadoptiert und Hindernisse für ihre Wiedervereinigung mit ihren Eltern und ihrem Heimatland geschaffen. Die Vereinten Nationen haben erklärt, dass diese Deportationen Kriegsverbrechen darstellen. Der Internationale Strafgerichtshof (IStGH) hat Haftbefehle gegen den russischen Präsidenten Wladimir Putin (der die Zwangsadoptionen ausdrücklich unterstützt hat, u. a. durch die Verabschiedung von Gesetzen, die sie erleichtern) und die russische Kommissarin für Kinderrechte, Marija Lwowa-Belowa, wegen ihrer angeblichen Beteiligung erlassen.  Nach internationalem Recht, einschließlich der Völkermordkonvention von 1948, gelten solche Handlungen als Völkermord, wenn sie in der Absicht begangen werden, ein Volk oder eine ethnische Gruppe ganz oder teilweise zu vernichten.
Ukrainische Kinder wurden vom russischen Staat entführt, nachdem ihre Eltern von den russischen Besatzungsbehörden verhaftet oder bei der Invasion getötet worden waren, oder nachdem sie in einem aktiven Kriegsgebiet von ihren Eltern getrennt wurden. Kinder wurden auch aus ukrainischen staatlichen Einrichtungen in den besetzten Gebieten und aus „Kinder-Sommerlagern“ auf russischem Gebiet entführt. Die entführten Kinder werden einer Russifizierung unterzogen. Die Erziehung von Kriegskindern in einem fremden Land und einer fremden Kultur kann einen Akt des Völkermords darstellen, wenn sie darauf abzielt, ihre nationale Identität auszulöschen.
Die ukrainischen Behörden haben die Identitäten von über 19,000 entführten Kindern dokumentiert, zusammengestellt und aktiv aktualisiert im Rahmen einer Online-Plattform: Kinder des Krieges. Die russischen Behörden haben behauptet, dass bis Mitte 2023 über 700.000 ukrainische Kinder „evakuiert“ worden sind, und der ukrainische Ombudsmann für Kinderrechte glaubt, dass die tatsächliche Zahl der entführten Kinder in die Hunderttausende gehen könnte. Eine Wohltätigkeitsorganisation – Save Ukraine – erleichtert die Rückführung und Familienzusammenführung von entführten ukrainischen Kindern.

## Überblick

### Entführungen
Die überwiegende Mehrheit der entführten Kinder wurde aus der Süd- und Ostukraine entführt (Regionen Cherson, Charkiw, Saporischschja, Donezk, Luhansk und Mykolaiv). Laut dem ukrainischen Ombudsmann für Kinderrechte führt Russland die Entführungen mit dem Ziel durch, die eigene Bevölkerung zu ergänzen, und führt Gesundheitsuntersuchungen an den Kindern durch, damit nur gesunde ukrainische Kinder in die russische Nation integriert werden.

#### Trennung von den Eltern
Einige Kinder wurden entführt, nachdem sie auf der Flucht aus aktiven Kriegsgebieten von ihren Eltern getrennt wurden, und einige wurden entführt, als ihre Eltern in Filtrationslagern festgehalten wurden. Einige Kinder wurden von Freunden oder Verwandten der Familie entführt und nach Russland gebracht, um finanzielle und materielle Vorteile aus den Anreizen zu ziehen, die der russische Staat geschaffen hat, um die Adoption ukrainischer Kinder durch russische Familien zu fördern. Der ukrainische Ombudsmann für Kinderrechte hat behauptet, dass die russischen Besatzungsbehörden Entführungen als Strafmaßnahme gegen Eltern eingesetzt haben, die den Besatzungsbehörden nicht gehorchen, und ihnen als Strafe für ihre Ablehnung die elterlichen Rechte entzogen haben. Einige Kinder werden von russischen Behörden entführt, nachdem ihre Eltern von russischen Streitkräften getötet wurden, so ukrainische Beamte.

#### Staatliche Institutionen
Kinder wurden aus ukrainischen staatlichen Einrichtungen wie Waisenhäusern entführt, aber auch Gruppenhäusern, Pflegeheimen, Krankenhäusern, und Internatsschulen; viele der zwangsversetzten Kinder wurden aus Waisenhäusern und Wohngruppen entnommen. Darüber hinaus verloren die staatlichen Einrichtungen in den Wirren des Krieges den Überblick über Tausende von Kindern, die sich in ihrer Obhut befanden.
Die meisten Kinder in der Obhut staatlicher ukrainischer Einrichtungen (einschließlich einiger Kinder in Waisenhäusern) sind keine Waisen, sondern wurden von Eltern in persönlichen Notlagen wie Armut, Krankheit oder Sucht nur vorübergehend oder dauerhaft in die Obhut des Staates gegeben. Der ukrainische Staat erleichtert die freiwillige vorübergehende oder dauerhafte Unterbringung von Kindern in staatlichen Einrichtungen durch die Eltern. Etwa 90 % der ukrainischen Kinder, die in staatlicher Obhut leben, sind somit „Sozialwaisen“ – Kinder, deren Familienangehörige aus verschiedenen Gründen nicht in der Lage sind, für sie zu sorgen. Nach Schätzungen der Vereinten Nationen lebten vor der Invasion im Jahr 2022 rund 90.000 Kinder in staatlichen Heimen in der Ukraine. Unabhängig davon, ob die Kinder noch lebende Eltern hatten oder tatsächlich unter staatlicher Obhut standen, stellen derartige Zwangsverlegungen in Kriegszeiten wahrscheinlich ein Kriegsverbrechen dar.

#### Sommerlager
Eltern in den von Russland besetzten Gebieten wurden von den russischen Besatzungsbehörden, den russischen Streitkräften und Lehrern ermutigt, ihre Kinder in so genannte „Sommerlager“ zu schicken (in Wirklichkeit Umerziehungslager für ukrainische Kinder), um sich vom russisch-ukrainischen Krieg zu erholen. Einige Eltern wurden unter Druck gesetzt, ihre Kinder in die Lager gehen zu lassen, während andere zustimmten, um ihre Kinder aus einem aktiven Kriegsgebiet herauszuholen oder um die Gelegenheit zu nutzen, ihnen eine kostenlose Reise zu ermöglichen (viele Familien, die der Entsendung ihrer Kinder zustimmten, waren wirtschaftlich benachteiligt) oder um bessere Lebensbedingungen inmitten der Verwüstungen des Krieges zu schaffen.
Einige dieser Kinder wurden anschließend auf unbestimmte Zeit in den Lagern festgehalten, während andere Wochen oder Monate später als versprochen zurückgebracht wurden. Einigen Eltern, die ihre Kinder in die „Sommerlager“ geschickt hatten, wurde anschließend mitgeteilt, dass ihre Kinder nur zurückgebracht würden, wenn ihre Eltern sie persönlich abholten. Die Reise zwischen der Ukraine und Russland ist jedoch schwierig, gefährlich und teuer, einige Lager befinden sich weit von der Ukraine entfernt (u. a. bis in die Oblast Magadan im russischen Fernen Osten, die an die Pazifikküste grenzt), und viele Kinder stammen aus einkommensschwachen Familien, die sich die Reise nicht leisten können (einige mussten ihr Hab und Gut verkaufen, um sich die Reise leisten zu können, und durch vier Länder reisen, um ihre Kinder aus den Lagern abzuholen); selbst von den Eltern bevollmächtigte Verwandte dürfen die Kinder nicht abholen, und allen Männern (einschließlich der Eltern) im Alter zwischen 18 und 60 Jahren ist es untersagt, die Ukraine zu verlassen, da sie für die Wehrpflicht in Frage kommen und außerdem bei dem Versuch, nach Russland einzureisen, eine „Filterung“ und mögliche Verfolgung riskieren, so dass in der Praxis in den meisten Fällen nur die Mütter in der Lage sind, die Kinder abzuholen. In einigen Fällen sagten Lagerbeamte, dass die Rückkehr der Kinder davon abhängt, dass Russland das inzwischen befreite ukrainische Gebiet, in dem die Familie des Kindes lebt, zurückerobert, und einem Kind wurde gesagt, dass es aufgrund seiner „pro-ukrainischen Ansichten“ nicht nach Hause zurückkehren würde. Einigen Kindern wurde gesagt, sie würden zur Adoption freigegeben oder in Pflegefamilien untergebracht, wenn ihre Eltern sie nicht bald abholen würden. Einige Kinder wurden durch die Intervention der ukrainischen Regierung zurückgeholt. Die Möglichkeiten der Eltern, mit ihren Kindern während ihres Aufenthalts in den Lagern zu kommunizieren, wurden eingeschränkt, und den Eltern wurden Informationen über den Status ihrer Kinder vorenthalten.

### Vorwürfe der Misshandlung
Laut Zeugenaussagen, die der Untersuchungskommission der Vereinten Nationen für die Ukraine vorliegen, haben einige der Kinder in der Obhut des russischen Staates schlechte Lebensbedingungen, unzureichende Betreuung und Beschimpfungen erfahren. Einige zurückgekehrte Kinder haben von harten Strafen und restriktiven Lebensbedingungen während ihres Aufenthalts in Russland berichtet. Die ukrainische Regierung hat behauptet, dass einige Kinder sexuell ausgebeutet wurden, nachdem sie gewaltsam nach Russland gebracht worden waren. In Sommerlagern inhaftierte Kinder haben über häufige Bestrafungen, Mobbing durch Gleichaltrige und den Druck, die russische Hymne zu singen, berichtet.
Den entführten Kindern wird nach ihrer Rückkehr in die Ukraine eine dreimonatige Rehabilitationsmaßnahme mit psychologischen Betreuungsteams angeboten.

### Russische Maßnahmen

#### Adoptionen
Das russische Recht verbietet die Adoption von Kindern, die die Staatsangehörigkeit eines anderen Landes besitzen, durch russische Staatsangehörige ohne die Zustimmung des Heimatlandes des Kindes. Im Mai 2022 unterzeichnete Wladimir Putin ein Dekret, das die Verleihung der russischen Staatsbürgerschaft an ukrainische Kinder, um deren dauerhafte Adoption in russische Familien zu ermöglicht – diese Änderung stellt ein rechtliches Hindernis für die künftige Wiedervereinigung der entführten Kinder mit ihren ukrainischen Familien oder ihrer Rückführung in die Ukraine dar. Auch Waisenhäuser, Wohngruppen und soziale Einrichtungen können die Adoption entführter Kinder beantragen und damit deren Einbürgerung einleiten.
Die russische Regierung hat ein Register russischer Familien eingerichtet, die ukrainische Kinder adoptieren können, sowie eine Hotline für russische Familien, die ukrainische Kinder aus dem Donbas adoptieren möchten. Adoptivfamilien erhalten eine Barzahlung für jedes adoptierte ukrainische Kind, das die russische Staatsbürgerschaft erhält. Lwowa-Belowa hat die Einrichtung einer Datenbank ukrainischer (Schein-)Waisen vorgeschlagen, um diese Kinder besser mit potenziellen Adoptivfamilien in der besetzten Ukraine oder in Russland zusammenzubringen, und den Wunsch geäußert, den Adoptionsprozess zu systematisieren.

#### Russifizierung und Umerziehung
Der New York Times zufolge „haben russische Beamte deutlich gemacht, dass ihr Ziel darin besteht, die Bindung der Kindheit an die Heimat durch eine Liebe zu Russland zu ersetzen.“ Nach ihrer Ankunft in Russland werden die Kinder in Heimen untergebracht und einer Umerziehung unterzogen. Während der Besetzung von Nowopskow drohten die Besatzungsbehörden, den Eltern die elterlichen Rechte zu entziehen, wenn ihr Kind nicht eine Schule mit russischem Lehrplan besuchen würde.
Im Jahr 2022 richtete die russische Regierung ein groß angelegtes System von mindestens 43 Kinderlagern in Russland und auf der Krim ein (von denen die meisten zuvor als Kindersommerlager dienten), deren Hauptzweck laut einem Bericht des Humanitarian Research Lab der Yale School of Public Health darin zu bestehen scheint, „Kinder aus der Ukraine in die Vision der russischen Regierung von nationaler Kultur, Geschichte und Gesellschaft zu integrieren“. Einige Kinder wurden in Sommerlagern in Belarus untergebracht, die von belarussischen Staatsbetrieben auf der Grundlage eines Erlasses des russisch-belarussischen Unionsstaates betrieben werden. Die Kinder in solchen Lagern wurden einer Russifizierung, russischer Staatspropaganda und einer militärischen Ausbildung (einschließlich Schießtraining) unterzogen. Die Kinder erhielten auch eine formale Ausbildung nach den russischen Bildungsstandards (entweder in den Lagern oder in lokalen Schulen), um sie zum Besuch einer Universität in Russland zu bewegen.
Eltern in den russisch besetzten Gebieten werden ermutigt oder gezwungen, ihre Kinder in diese Lager, die sie als „Sommerlager“ für Kinder bezeichnen, zu schicken, damit sie sich vom Krieg erholen können, wobei die Kinder während ihres Aufenthalts indoktriniert werden und manchmal nicht wie versprochen zu ihren Eltern zurückkehren. Auch Waisenkinder, Kinder aus ukrainischen staatlichen Einrichtungen und Kinder, die aufgrund des Konflikts von ihren Erziehungsberechtigten getrennt wurden, werden in diese Lager geschickt, bevor sie schließlich adoptiert und/oder in Pflegefamilien in Russland untergebracht werden. Mindestens 6.000 ukrainische Kinder haben solche Lager besucht; die Analyse von Informationen aus öffentlichen Berichten und Satellitenbildern hat ergeben, dass die Zahl der in solchen Lagern untergebrachten Kinder weitaus höher ist.
Alle Ebenen der russischen Regierung – die föderale, die regionale und die lokale – sind am Betrieb der Lager beteiligt, und ihr Betrieb wird auch von den russischen Besatzungsbehörden und Bevollmächtigten sowie von Mitgliedern der russischen Zivilgesellschaft und des Privatsektors unterstützt. Wladimir Putin und Marija Lwowa-Belowa haben die Lager gefördert.

#### Nutzen der Kinder für Propaganda
Der russische Staat hat damit begonnen, entführte ukrainische Kinder für Propagandazwecke während des Krieges im Donbas zu verwenden. Das innenpolitische Narrativ des russischen Staates ist, dass verlassene Kinder von dem großherzigen russischen Staat vor den Verwüstungen des Krieges gerettet werden. Die Zwangsumsiedlung ukrainischer Kinder ist Teil einer breit angelegten Propagandastrategie von Wladimir Putin, mit der er versucht, die Ukraine als Teil der russischen Nation darzustellen und die Invasion zu rechtfertigen, und die Unterstützung für den Krieg zu stärken. Die entführten Kinder wurden auf einer Pro-Kriegs-Kundgebung der Regierung anlässlich des ersten Jahrestages der Invasion vorgeführt, wo sie russischen Soldaten für ihre „Rettung“ dankten. Der russische Staat hat die Darstellung der erzwungenen Kindertransporte in der russischen Öffentlichkeit sorgfältig ausgearbeitet. Das russische Staatsfernsehen hat Aufnahmen ausgestrahlt, in denen russische Beamte Teddybären an neu angekommene entführte Kinder verteilen, und russische Beamte in Donezk haben Reporter zu Veranstaltungen eingeladen, bei denen Geschenke an entführte Kinder überreicht wurden.

#### Verhindern von Rückführung und Wiedervereinigung der Familien
Viele Eltern möchten ihre Kinder wiedersehen, einige nicht, entweder aus finanziellen Gründen oder wegen einer früheren Entfremdung. Die russischen Behörden versuchen nicht, die Eltern zu kontaktieren, um sie darüber zu informieren, dass sich ihre Kinder in der Obhut des russischen Staates befinden und haben sich geweigert, mit der ukrainischen Regierung und internationalen Organisationen bei der Suche nach den Kindern zusammenzuarbeiten. Sie geben auch keine Informationen über die Identität der überstellten Kinder preis, was es den ukrainischen und internationalen Behörden erschwert, die Kinder ausfindig zu machen und zu identifizieren. Auch die Vor- und Nachnamen, Alter, Geburtsdatum, Geburtsort und Geburtsurkunden der entführten Kinder werden geändert und gefälscht, was es noch schwieriger macht, die Kinder aufzuspüren und zu identifizieren. Der ukrainische Ombudsmann für Kinderrechte sagte, dass das Aufspüren entführter Kinder besonders schwierig ist, wenn es sich um kleine Kinder handelt, die sich möglicherweise nicht erinnern können, woher sie kommen. Selbst in Fällen, in denen die Eltern ihre Kinder erfolgreich ausfindig gemacht und bei den russischen Behörden förmlich beantragt haben, mit ihnen zusammengeführt zu werden, haben russische Beamte versucht, die Eltern und Kinder unter Druck zu setzen oder zu überreden, einer Überstellung zuzustimmen, indem sie ihnen Annehmlichkeiten und ein besseres Leben versprachen. In Fällen, in denen Eltern (oder andere Erziehungsberechtigte) und Kinder keinen Kontakt herstellen können oder die Eltern nicht in der Lage oder nicht willens sind, die Kinder persönlich abzuholen, werden die Kinder nach Russland abgeschoben, selbst wenn sie persönlich den Wunsch äußern, in der Ukraine zu bleiben. Entführte Kinder wurden von russischen Beamten belogen und behauptet, ihre Eltern hätten sie im Stich gelassen.

### Belarussische Beteiligung
Der belarussische Staat und die ihm nahestehenden Organisationen haben sich aktiv an den Zwangsumsiedlungen ukrainischer Kinder beteiligt. Ukrainische Kinder wurden nach Belarus deportiert, wo sie in Erholungslagern festgehalten werden. Die National Anti-Crisis Management Group, eine belarussische Organisation unter der Leitung des belarussischen Oppositionellen Pawel Latuschka, hat anhand von öffentlich zugänglichen Informationen aufgedeckt, dass mindestens 2.100 ukrainische Kinder nach Belarus verbracht worden sind. Nach Angaben von Latushka werden sie in Sommerlagern festgehalten, die von staatlichen Unternehmen verwaltet werden. Nach staatlichen Dokumenten, die Latushka aufgedeckt hat, werden die Verlegungen unter der Autorität des Unionsstaates durchgeführt. Die Verlegung ukrainischer Kinder wurde im belarussischen Staatsfernsehen gezeigt. Es gibt Hinweise auf Umerziehungsbemühungen des belarussischen Staates. Ein Großteil der Informationen über die Kindesentführungen stammt von den Eltern der entführten Kinder. Die nach Belarus abgeschobenen Kinder wurden aus Regionen der Ukraine entführt, die im August 2023 noch unter russischer Besatzung standen, was die Ermittlungen erschwert.
Nach dem humanitären Völkerrecht sollten Kinder in Kriegsgebieten nach Möglichkeit in neutrale Drittländer evakuiert werden; Belarus hat sein Territorium zur Verfügung gestellt, um als Aufmarschgebiet für die russische Invasion in der Ukraine 2022 zu dienen.
Der belarussische Präsident Aljaksandr Lukaschenka wies die Bedenken bezüglich der Überstellungen zurück und behauptete, dass ukrainische Kinder stattdessen zur Organentnahme in westliche Länder verschleppt würden.

## Geschichte
Russland begann bereits 2014, im ersten Jahr des russisch-ukrainischen Krieges, mit dem Transfer von Kindern aus ukrainischen Gebieten. Das erste groß angelegte Programm dieser Art wurde von der prominenten russischen Wohltätigkeitsorganisation Jelisaweta Glinka initiiert. Anfang Februar 2022 „evakuierte“ Russland 500 angebliche Waisenkinder aus dem Gebiet Donezk auf russisches Gebiet.
Die ersten Berichte über Zwangsdeportationen nach Russland im Rahmen der russischen Invasion in der Ukraine erschienen Mitte März 2022 während der Belagerung von Mariupol. Im selben Monat erklärte die russische Beauftragte für Kinderrechte, Marija Lwowa-Belowa, dass eine Gruppe ukrainischer Kinder, die aus Mariupol nach Russland abgeschoben wurden, zunächst ihre ukrainische Identität behauptet habe, die sich aber inzwischen in eine Liebe zu Russland verwandelt habe, und sagte, dass sie selbst eines der Kinder adoptiert habe.
Am 22. März 2022 behaupteten die ukrainischen und US-amerikanischen Behörden, dass mehr als 2.300 Kinder von russischen Streitkräften aus den Gebieten Donezk und Luhansk entführt worden seien.
Am 30. Mai 2022 unterzeichnete Wladimir Putin einen Erlass, der das Verfahren zur Adoption ukrainischer Waisen oder Kinder ohne elterliche Fürsorge und zur Verleihung der russischen Staatsbürgerschaft vereinfacht.
Einem Bericht des Raoul Wallenberg Centre for Human Rights in Montreal und des New Lines Institute in Washington vom Mai 2022 zufolge gibt es „vernünftige Gründe für die Schlussfolgerung“, dass Russland gegen zwei Artikel der Völkermordkonvention von 1948 verstößt, darunter die gewaltsame Verbringung ukrainischer Kinder nach Russland, die an sich schon ein völkermörderischer Akt ist.
Bis zum 11. April waren nach Angaben der Vereinten Nationen zwei Drittel der 7,5 Millionen Kinder in der Ukraine vertrieben worden. Die ukrainische Menschenrechtsbeauftragte Ljudmyla Denissowa und der UN-Botschafter Serhij Kyslyzja erklärten damals, dass mehr als 120.000 Kinder nach Russland deportiert worden seien.  Bis zum 26. Mai wurden Berichten zufolge mehr als 238.000 ukrainische Kinder auf russisches Territorium deportiert.
Die Ukraine brachte das Thema auf einer Tagung der Organisation für Sicherheit und Zusammenarbeit in Europa (OSZE) Anfang Juni zur Sprache, auf der der Leiter der ukrainischen Mission, Jewheni Tsymbaljuk, die Nachricht eines ukrainischen Kindes zitierte, das trotz enger lebender Verwandtschaft zwangsadoptiert worden war; sie war an seine Tante gerichtet und lautete auszugsweise: „Sie sagen, ich sei eine Waise. Aber ich bin kein Waisenkind, ich habe dich, ich habe Großeltern. Es gibt hier so viele Kinder wie mich. Sie sagen, sie wollen uns in Russland lassen. Und ich will nicht in Russland bleiben!“
Nach Angaben der Ukrainska Pravda hat Russland 267 Waisenkinder aus Mariupol nach Rostow gebracht, um sie unter der Aufsicht von Marija Lwowa-Belowa zu russischen Bürgern zu machen. Außerdem wurde berichtet, dass die russischen Behörden Waisenkinder gesucht und abgeholt haben, die an einen unbekannten Ort gebracht werden sollen.
Sky News veröffentlichte Videoaufnahmen vom Juni 2022, die zeigen, wie russische FSB-Beamte ein Waisenhaus in Cherson betreten, um nach Waisenkindern zu suchen. Die Mitarbeiter waren sich des Risikos von Kindesentführungen bewusst und versteckten die Kinder vor ihrer Ankunft. Als sie das Waisenhaus leer vorfanden, beschlagnahmten die FSB-Agenten Aufzeichnungen, Computer und das CCTV-System des Waisenhauses, offenbar in dem Bemühen, die vermissten Kinder aufzuspüren. Die russischen Behörden schickten daraufhin 15 entführte Kinder in das Waisenhaus, die jedoch von den russischen Besatzern beim Rückzug aus Cherson wieder mitgenommen wurden. Einem Augenzeugen zufolge gelang es den russischen Streitkräften auch, Kinder aus einem anderen Waisenhaus in Cherson zu entführen, berichtet Sky News.
Im Juni 2022 behauptete Michail Misinzew, Leiter des National Defense Management Center, dass 1.936.911 Ukrainer nach Russland abgeschoben worden seien, darunter 307.423 Kinder.
Am 7. September 2022 berichtete ein Beamter der Vereinten Nationen, dass es glaubwürdige Anschuldigungen gebe, dass die russischen Streitkräfte ukrainische Kinder im Rahmen eines Zwangsdeportationsprogramms zur Adoption nach Russland geschickt hätten, und der US-Botschafter informierte den UN-Sicherheitsrat, dass allein im Juli mehr als 1 800 ukrainische Kinder nach Russland gebracht worden seien.
Die Entführung von Kindern während der „Filtrationsverfahren“ wurde in einem Bericht von Amnesty International vom 10. November 2022 mit dem Titel Russia's Unlawful Transfer And Abuse Of Civilians In Ukraine During ‚Filtration‘ dokumentiert. Ein 11-jähriger Junge sagte gegenüber Amnesty International aus: „Sie brachten meine Mutter in ein anderes Zelt. Sie wurde befragt... Sie sagten mir, dass sie mich von meiner Mutter wegbringen würden... Ich war schockiert... Sie sagten nichts darüber, wo meine Mutter hingehen würde. Eine Frau vom Novoazovsk [Kinderschutz] Service sagte, dass meine Mutter vielleicht freigelassen wird... Ich habe meine Mutter nicht mehr gesehen... Ich habe seitdem nichts mehr von ihr gehört.“
Im Dezember 2022 kam ein von der Eastern Human Rights Group und dem Institute for Strategic Research and Security veröffentlichter Bericht zu dem Schluss, dass die Deportationen im Donbas von der Russischen Föderation unter dem Deckmantel der „Evakuierung“ im Voraus vorbereitet wurden.
In einem Interview mit dem staatlichen belarussischen Fernsehsender Belarus-1 vom Juli 2023 gab Dzmitry Shautsou, der Leiter des Belarussischen Roten Kreuzes, der in Militärkleidung mit dem Z-Symbol gekleidet war, zu, dass ukrainische Kinder aus den von Russland besetzten Gebieten nach Belarus entführt und deportiert werden, um „ihre Gesundheit zu verbessern“, und erklärte, dass dies auch weiterhin der Fall sein werde. Die Internationale Föderation der Rotkreuz- und Rothalbmondgesellschaften distanzierte sich von seinen Äußerungen, äußerte aber gleichzeitig „große Besorgnis“, forderte die Einstellung dieser Praxis und leitete eine Untersuchung durch ihren Untersuchungsausschuss ein.
Einem Reuters-Bericht vom August 2023 zufolge hatte Alexej Petrow, ein Berater des russischen Präsidentenbeauftragten für Kinderrechte, in seinen Online-Aktivitäten Neonazi-Rhetorik und -Symbole verwendet und sich selbst mit neonazistischen, weiß-supremistischen und russischen rechtsextremen Bewegungen in Verbindung gebracht.

## Reaktionen

### Russland
Lwowa-Belowa erklärte, der russische Staat sei durchaus bereit, die Kinder mit ihren Eltern wieder zusammenzuführen, wenn diese sich melden.
Am 17. Juni 2023 lehnte Wladimir Putin die Bitte einer Friedensdelegation aus Afrika ab, die Kinder in ihre Heimat zurückzubringen: „Wir haben sie aus der Konfliktzone gebracht und so ihr Leben und ihre Gesundheit gerettet.“

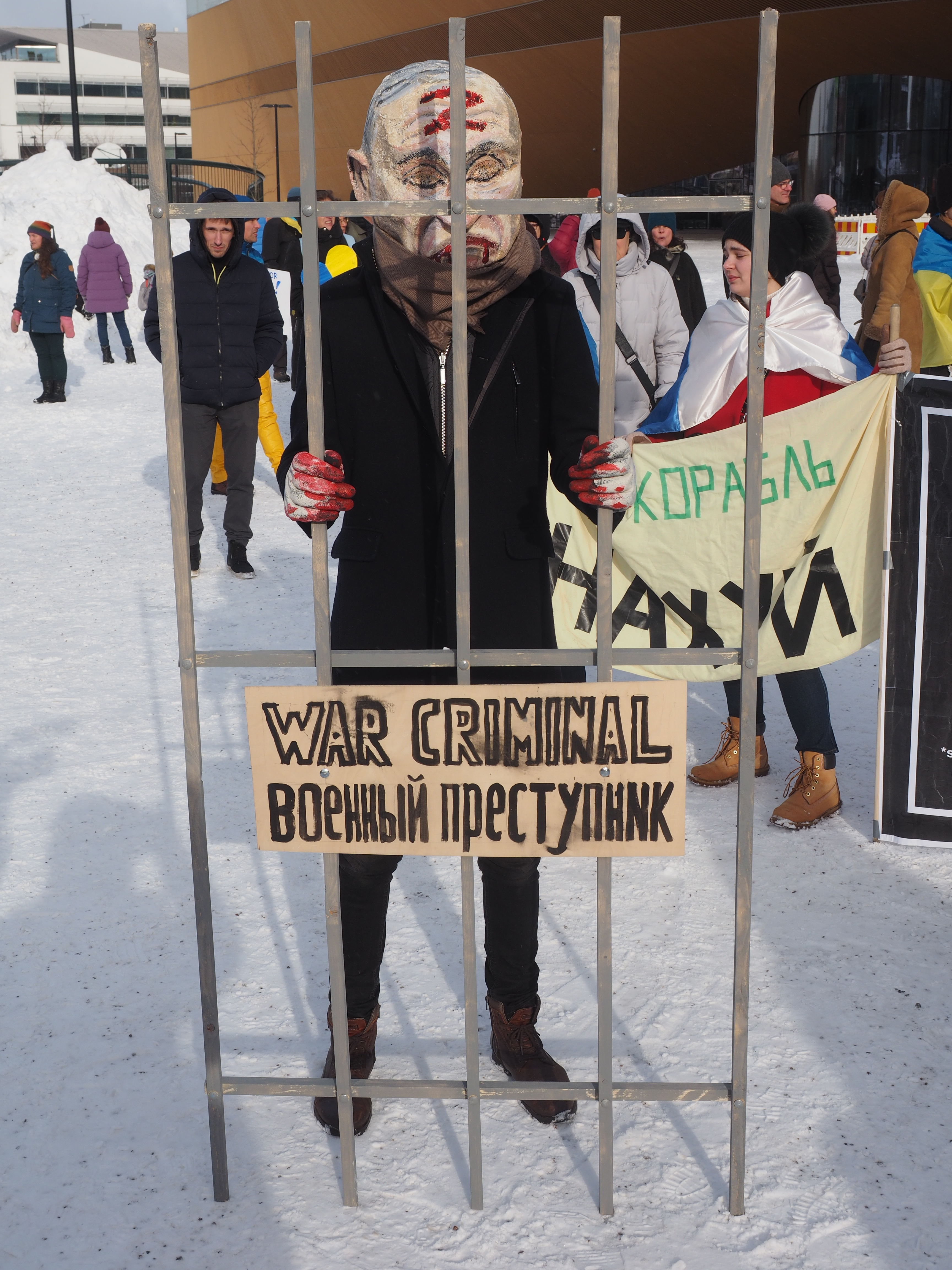
Ein als Wladimir Putin verkleideter Mann im Zentrum von Helsinki, Finnland

### Ukraine
Die ukrainischen Behörden haben behauptet, Putins Dekret sei eine Möglichkeit, „die Entführung von Kindern aus dem Hoheitsgebiet der Ukraine zu legalisieren“. Sie haben behauptet, dies sei ein „grober Verstoß“ gegen die Genfer Konvention von 1949 über den Schutz von Zivilpersonen in Kriegszeiten und gegen die UN-Konvention über die Rechte des Kindes von 1989.
Das ukrainische Außenministerium ist ebenfalls der Ansicht, dass die Aktionen als gewaltsame Verbringung von Kindern von einer Menschengruppe zu einer anderen eingestuft werden können. In einer Erklärung: „Die schwersten internationalen Verbrechen gegen Kinder, die von hochrangigen russischen Beamten und Soldaten in der Ukraine begangen wurden, werden untersucht, und die Täter werden strafrechtlich verfolgt werden. Russland wird sich der strengsten Rechenschaftspflicht nicht entziehen können.“
Im 31. Mai 2023 berichtete der ukrainische Dienst von Radio Free Europe/Radio Liberty, dass Selenskyj sagte, dass 371 abgeschobene ukrainische Kinder von Russland zurückgeschickt worden seien. Mehr als 19.000 Kinder wurden nach Russland deportiert.

### Vereinte Nationen
Der Direktor der UNICEF-Notfallprogramme, Manuel Fontaine, erklärte gegenüber CBS News, dass UNICEF prüfe, „wie wir den Fall verfolgen oder helfen können“, dass sie aber im Moment nicht in der Lage seien, Nachforschungen anzustellen.
Michelle Bachelet, die Hochkommissarin der Vereinten Nationen für Menschenrechte, gab am 15. Juni 2022 bekannt, dass ihre Behörde eine Untersuchung zu den Vorwürfen von Kindern eingeleitet hat, die aus der Ukraine in die Russische Föderation zwangsdeportiert wurden.
Am 15. März 2023 veröffentlichte das Büro des Hohen Kommissars der Vereinten Nationen für Menschenrechte (OHCHR) einen Bericht, in dem diese Zwangsverschiebungen von Kindern als illegal und als Kriegsverbrechen bezeichnet wurden. Darin werden im Wesentlichen drei Kategorien von deportierten Kindern unterschieden: Kinder, die durch die russische Invasion den Kontakt zu ihren Eltern verloren haben, Kinder, die getrennt wurden, als ihre Eltern in ein russisches Filtrationslager geschickt wurden, und Kinder, die in Heimen untergebracht waren. Der Bericht kam zu dem Schluss:

„Das humanitäre Völkerrecht verbietet die Evakuierung von Kindern durch eine am bewaffneten Konflikt beteiligte Partei, mit Ausnahme einer vorübergehenden Evakuierung, wenn zwingende Gründe im Zusammenhang mit der Gesundheit oder der medizinischen Behandlung der Kinder oder, außer in besetzten Gebieten, ihrer Sicherheit dies erfordern. Die schriftliche Zustimmung der Eltern oder Erziehungsberechtigten ist erforderlich. In keiner der von der Kommission untersuchten Situationen scheinen die Verlegungen von Kindern den Anforderungen des humanitären Völkerrechts zu genügen. Die Überstellungen waren nicht durch Sicherheits- oder medizinische Gründe gerechtfertigt. Es scheint keine Anzeichen dafür zu geben, dass es unmöglich war, die Kinder in ein Gebiet unter der Kontrolle der ukrainischen Regierung umzusiedeln... Die Kommission ist zu dem Schluss gekommen, dass die von ihr untersuchten Fälle der Verbringung und Deportation von Kindern innerhalb der Ukraine bzw. in die Russische Föderation gegen das humanitäre Völkerrecht verstoßen und ein Kriegsverbrechen darstellen.“

### Zivilgesellschaft
Am 21. Dezember 2022 übermittelte die französische Nichtregierungsorganisation Für die Ukraine, für ihre und unsere Freiheit über die Anwaltskanzlei Vigo eine Mitteilung an Karim Khan, den Chefankläger des Internationalen Strafgerichtshofs, um zu den „am 2. März 2022 von der Anklagebehörde eingeleiteten Ermittlungen beizutragen, nachdem eine koordinierte Gruppe von Vertragsstaaten des Römischen Statuts die Lage in der Ukraine an sie verwiesen hatte“. Die Mitteilung „bezieht sich auf die gewaltsame Verbringung und die groß angelegte Deportation ukrainischer Kinder nach Russland in einem eindeutigen Versuch der russischen Behörden, die Ukrainer zumindest teilweise als nationale Gruppe mit einer eigenen Identität auszulöschen. Diese Tatsachen stellen wahrscheinlich mehrere der in Artikel 5 des Römischen Statuts aufgeführten Verbrechen dar, insbesondere das Verbrechen des Völkermordes (Artikel 6-e) und Verbrechen gegen die Menschlichkeit (Artikel 7-d)“.
Der Völkermordforscher Timothy D. Snyder twitterte: „Kinder massenhaft zu entführen und zu versuchen, sie in eine fremde Kultur zu assimilieren, ist Völkermord gemäß Artikel 2 Abschnitt E der Völkermordkonvention von 1948.“

### Anderes
Im April 2023 stufte der Europarat mit einer überwältigenden Mehrheit von 87 Ja-Stimmen bei einer Gegenstimme und einer Enthaltung die Zwangsverschleppung von Kindern als einen Akt des Völkermords ein.

## Sanktionen
Die russische Kinderrechtsbeauftragte Marija Lwowa-Belowa wurde von den Vereinigten Staaten, der Europäischen Union, dem Vereinigten Königreich, Kanada und Australien mit Sanktionen belegt.

## Haftbefehle
Am 17. März 2023 erließ der Internationale Strafgerichtshof Haftbefehle gegen Putin und Lvova-Belova wegen des Vorwurfs der strafrechtlichen Verantwortung für die rechtswidrige Deportation und den Transfer der Bevölkerung (Kinder) aus den besetzten Gebieten der Ukraine nach Russland. Er entschied, dass sie unter Artikel 8 Absatz 2 Buchstabe a) Ziffer vii) und Artikel 8 Absatz 2 Buchstabe b) Ziffer viii) des Römischen Statuts fallen. Die Anklagen können zu lebenslanger Haft führen. Es ist das erste Mal, dass das Gericht einen Haftbefehl gegen den Vorsitzenden eines ständigen Mitglieds des Sicherheitsrats der Vereinten Nationen erlassen hat. IStGH-Ankläger Karim Khan sagte: „Wir müssen sicherstellen, dass die Verantwortlichen für die mutmaßlichen Verbrechen zur Rechenschaft gezogen werden und dass die Kinder zu ihren Familien und Gemeinschaften zurückkehren. Wir können nicht zulassen, dass Kinder wie eine Kriegsbeute behandelt werden“.